# Khlong Sam Wa
Khlong Sam Wa (thailändisch คลองสามวา, kʰlɔ̄ːŋ sǎːm wāː) ist einer der 50 Khet (Bezirke) in Bangkok, der Hauptstadt von Thailand.

## Geographie
Die benachbarten Bezirke sind im Uhrzeigersinn von Norden aus: Amphoe Lam Luk Ka der Provinz Pathum Thani und die Khet von Bangkok Nong Chok, Min Buri, Khan Na Yao, Bang Khen und Sai Mai.

## Geschichte
Khlong Sam Wa wurde am 21. November 1997 als Bezirk eingerichtet, indem er von Min Buri abgetrennt wurde. Khlong Sam Wa war der Name des Amphoe in Min Buri, diesen Namen hat er seitdem behalten.
Seit der Jahrtausendwende gehört Khlong Sam Wa zu den bevölkerungsmäßig am schnellsten wachsenden Bezirken Bangkoks. Die Einwohnerzahl verdoppelte sich von 95.481 im Jahr 2000 auf 189.507 im Jahr 2016.

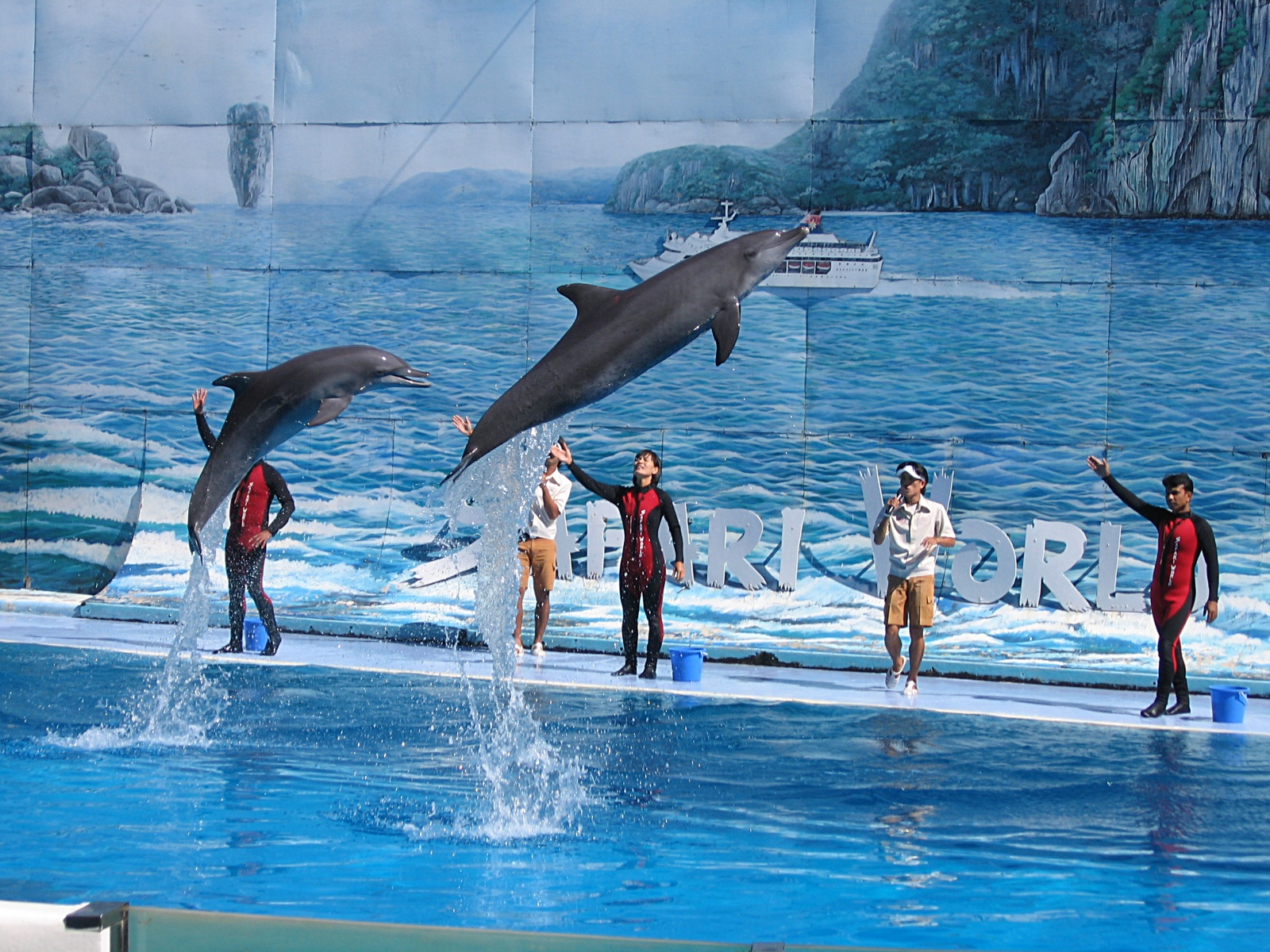
Delfin-Show in der Safari World, Khlong Sam Wa

## Sehenswürdigkeiten
- Safari World

## Verwaltung
Der Bezirk ist in die folgenden fünf Unterbezirke (Khwaeng) unterteilt:
| Nr. | Name Khwaeng     | Thai         | Einw.  |
| --- | ---------------- | ------------ | ------ |
| 1.  | Sam Wa Tawan Tok | สามวาตะวันตก  | 51.473 |
| 2.  | Sam Wa Tawan Ok  | สามวาตะวันออก | 24.547 |
| 3.  | Bang Chan        | บางชัน        | 72.162 |
| 4.  | Sai Kong Din     | ทรายกองดิน    | 10.436 |
| 5.  | Sai Kong Din Tai | ทรายกองดินใต้  | 15.579 |

## Gemeinderat
Der Gemeinderat des Distrikts Khlong Sam Wa hat sieben Mitglieder, jedes Mitglied wird für vier Jahre gewählt. Die letzte Wahl war am 30. April 2006. Die Ergebnisse:
- Thai Rak Thai Party – 7 Sitze